# Junceira
Junceira é uma povoação portuguesa do Município de Tomar que foi sede da extinta Freguesia de Junceira, freguesia que tinha 13,06 km² de área e 889 habitantes (2011), e, por isso, uma densidade populacional de 68,1 hab/km².
A Freguesia de Junceira foi extinta (agregada) pela reorganização administrativa de 2012/2013, sendo o seu território integrado na Freguesia de Serra e Junceira.

## População
| População da freguesia de Junceira | População da freguesia de Junceira | População da freguesia de Junceira | População da freguesia de Junceira | População da freguesia de Junceira | População da freguesia de Junceira | População da freguesia de Junceira | População da freguesia de Junceira | População da freguesia de Junceira | População da freguesia de Junceira | População da freguesia de Junceira | População da freguesia de Junceira | População da freguesia de Junceira | População da freguesia de Junceira | População da freguesia de Junceira |
| ---------------------------------- | ---------------------------------- | ---------------------------------- | ---------------------------------- | ---------------------------------- | ---------------------------------- | ---------------------------------- | ---------------------------------- | ---------------------------------- | ---------------------------------- | ---------------------------------- | ---------------------------------- | ---------------------------------- | ---------------------------------- | ---------------------------------- |
| 1864                               | 1878                               | 1890                               | 1900                               | 1911                               | 1920                               | 1930                               | 1940                               | 1950                               | 1960                               | 1970                               | 1981                               | 1991                               | 2001                               | 2011                               |
| 989                                | 1 123                              | 1 208                              | 1 287                              | 1 362                              | 1 414                              | 1 384                              | 1 348                              | 1 281                              | 1 166                              | 743                                | 817                                | 801                                | 833                                | 889                                |

| Distribuição da População por Grupos Etários | Distribuição da População por Grupos Etários | Distribuição da População por Grupos Etários | Distribuição da População por Grupos Etários | Distribuição da População por Grupos Etários | Distribuição da População por Grupos Etários | Distribuição da População por Grupos Etários | Distribuição da População por Grupos Etários | Distribuição da População por Grupos Etários | Distribuição da População por Grupos Etários |
| -------------------------------------------- | -------------------------------------------- | -------------------------------------------- | -------------------------------------------- | -------------------------------------------- | -------------------------------------------- | -------------------------------------------- | -------------------------------------------- | -------------------------------------------- | -------------------------------------------- |
| Ano                                          | 0-14 Anos                                    | 15-24 Anos                                   | 25-64 Anos                                   | > 65 Anos                                    |                                              | 0-14 Anos                                    | 15-24 Anos                                   | 25-64 Anos                                   | > 65 Anos                                    |
| 2001                                         | 112                                          | 97                                           | 345                                          | 279                                          |                                              | 13,4%                                        | 11,6%                                        | 41,4%                                        | 33,5%                                        |
| 2011                                         | 133                                          | 90                                           | 411                                          | 255                                          |                                              | 15,0%                                        | 10,1%                                        | 46,2%                                        | 28,7%                                        |

Média do País no censo de 2001:  0/14 Anos-16,0%; 15/24 Anos-14,3%; 25/64 Anos-53,4%; 65 e mais Anos-16,4%
Média do País no censo de 2011:   0/14 Anos-14,9%; 15/24 Anos-10,9%; 25/64 Anos-55,2%; 65 e mais Anos-19,0%